# Kabinett Päts II

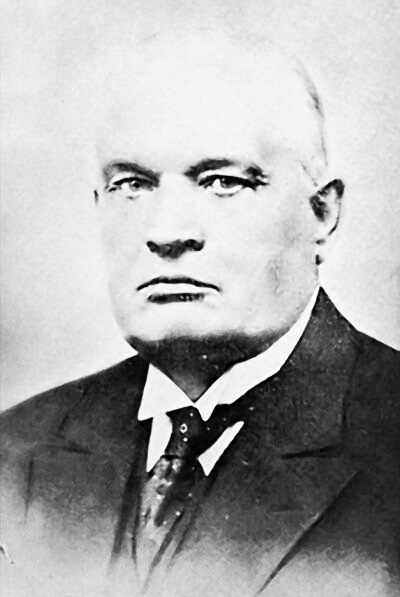
Konstantin Päts, hier in einer Aufnahme von 1934

Regierung der Republik Estland unter dem Staatsältesten Konstantin Päts (Kabinett Päts II). Amtszeit: 2. August 1923 bis 26. März 1924.

## Regierung
Die Regierung Päts war nach offizieller Zählung die 11. Regierung der Republik Estland seit Ausrufung der staatlichen Unabhängigkeit 1918. Sie blieb 239 Tage im Amt.
Der Koalitionsregierung gehörten an:
- Põllumeeste Kogud (Bund der Landwirte, PK)
- Eesti Tööerakond (Estnische Arbeitspartei, ETE)
- Kristlik Rahvaerakond (Christliche Volkspartei, KRE)
- Eesti Rahvaerakond (Estnische Volkspartei, ER)

Am 19. Februar 1924 schieden die beiden Minister der Estnischen Arbeitspartei aus dem Kabinett aus. Die Regierung brach auseinander. Am 26. März bildete Friedrich Karl Akel eine neue Regierung.

## Kabinett
| Ressort                        | Name                        | Amtszeit                | Partei |
| ------------------------------ | --------------------------- | ----------------------- | ------ |
| Staatsältester                 | Konstantin Päts             | 02.08.1923 – 26.03.1924 | PK     |
| Außenminister                  | Friedrich Karl Akel         | 02.08.1923 – 26.03.1924 | KRE    |
| Finanzminister                 | Georg Vestel                | 02.08.1923 – 26.03.1924 | PK     |
| Innenminister                  | Karl Einbund                | 02.08.1923 – 26.03.1924 | PK     |
| Bildungsminister               | Aleksander Veidermann       | 02.08.1923 – 19.02.1924 | ETE    |
| Kriegsminister                 | Ado Anderkopp               | 02.08.1923 – 19.02.1924 | ETE    |
| Handels- und Industrieminister | Bernhard Alexander Rostfeld | 02.08.1923 – 26.03.1924 | PK     |
| Verkehrsminister               | Karl Ipsberg                | 02.08.1923 – 13.11.1923 | PK     |
| Landwirtschaftsminister        | August Kerem                | 02.08.1923 – 26.03.1924 | ER     |
| Arbeits- und Sozialminister    | Oskar Amberg                | 02.08.1923 – 26.03.1924 | KRE    |
| Gerichtsminister               | Rudolf Gabrel               | 12.10.1923 – 26.03.1924 | ER     |